# Ottawan
Ottawan este o trupă de origine franceză de muzică disco, care a avut single-urile de succes „You're Ok ” ; „ D.I.S.C.O.” și „ Hands Up (Give Me Your Heart) ” la începutul anilor 1980.  Patrick Jean-Baptiste, născut în Caraibe, și Annette Eltice, au fost solicitați pentru a lucra cu producătorul de origine franceză Daniel Vangarde și producătorul de origine belgiană Jean Kluger .

## Cariera
În 1979, trupa Ottawan a fost fondată în capitala Canadei ( Ottawa ) de producătorii de discuri Daniel Vangarde și Jean Kluger, au luat parte în acest proiect Patrick Jean-Baptiste și Annette Eltice, care aveau să devină membrii oficiali.
În Regatul Unit, au avut două hit-uri în Top 10. „ DISCO ” (single-ul de debut al trupei) a atins locul 2 în septembrie 1980, în timp ce „ Hands Up (Give Me Your Heart) ” a atins numărul 3 un an mai târziu.  „Hands Up (Give Me Your Heart)” a ajuns pe locul 1 în Noua Zeelandă în 1982, rămânând acolo opt săptămâni.  În Franța, single-ul lor „Ești OK” (titlul francez „T’es OK”) este unul dintre cele mai bine vândute 50 de single-uri din toate timpurile .  Duo-ul a înregistrat în franceză, ulterior și în engleză.
Patrick Jean-Baptiste a părăsit grupul la scurt timp după marile succese muzicale și a încercat să revină cu noul nume ,,Pam 'n Pat'', însă a avut parte de puțin succes. 

## Discografie

### Albume
| An   | Album      | GER </br> | AUT </br> |
| ---- | ---------- | --------- | --------- |
| 1980 | D.I.S.C.O. | 30        | -         |
| 1981 | 2          | -         | 18        |

### Hituri
| An   | Hitul                                  | Regatul Unit </br> | GER </br> | NL </br> | BEL </br> | NICI </br> | AUT </br> | IRL </br> |
| ---- | -------------------------------------- | ------------------ | --------- | -------- | --------- | ---------- | --------- | --------- |
| 1979 | „ D.I.S.C.O. ”                         | 2                  | 2         | 1        | 2         | 1          | 4         | 2         |
| 1980 | "You're OK"                            | 56                 | 17        | -        | -         | -          | -         | -         |
| 1980 | „Shalalala Song”                       | -                  | 73        | -        | -         | -          | -         | -         |
| 1980 | "Haut les mains (donne-moi ton cœur)"  | -                  | -         | -        | 32        | -          | -         | -         |
| 1981 | " Hands Up (Give Me Your Heart) "      | 3                  | 2         | 5        | 4         | 1          | 3         | 1         |
| 1981 | „Crazy Music”                          | -                  | 26        | -        | -         | -          | 19        | -         |
| 1981 | "Qui va garder mon crocodile cet été?" | -                  | -         | -        | 23        | -          | -         | -         |
| 1981 | „Help, Get Me Some Help”               | 49                 | -         | -        | -         | -          | -         | -         |
| 1982 | "Hello Rio!!"                          | -                  | -         | -        | -         | -          | -         | -         |
| 1982 | "Top Secret"                           | -                  | -         | -        | -         | -          | -         | -         |

## Linkuri externe
- Discografia Ottawan
- Site oficial  [Instagram Oficial https://www.instagram.com/ottawandisco/]